# دوري الدرجة الثانية البيروي 1952
دوري الدرجة الثانية البيروفي 1952 هو موسم من دوري الدرجة الثانية البيروفي ‏. فاز فيه Club Unión Callao de Deportes ‏.